# Richard Napier
Richard Napier (Exeter, 4. svibnja 1559. - ?, 1. travnja 1634.), engleski svećenik, liječnik i astrolog. Rodio se kao treći sin u obitelji Alexandera Napiera i Ann Burchley. Njegov brat Robert Napier, bio je prvi baronet od Luton Hooa.
Bio je učenik i dobar prijatelj engleskog astrologa Simona Formana, od kojeg je naučio astrologiju. Godine 1577. upisao je teologiju na koledžu u Exteru, koju je diplomirao 1580. godine, a magisterij je ostvario 1586. godine. Godine 1590. imenovan je rektorom u Great Linfordu, gdje je ostao do kraja života.
Nije bio osobito dobar propovjednik pa je unajmio nekolikcinu zamjenika, koji su obavljali posao umjesto njega. Godine 1597. upoznao je Simona Formana, s kojim se sprijateljio. Iz sačuvanih dokumenata, može se vidjeti da je Napier učio astrologiju, alkemiju, različite vrste magije i teologiju. Svoja znanja, uključujući znanje o ljekovitim biljkama upotrebljavao je za liječenje svojih pacijenata.
Napier je naslijedio mnoge tajne rukopise i knjige od Formana, uključujući i knjigu magije Picatrix. Te je knjige ostavio u nasljeđe svom nećaku, a na kraju su došle u posjed političara, astrologa i alkemičara Elisa Ashmolea (1617. – 1692.).

## Vanjske poveznice
- Richard Napier - casebooks.lib.cam.ac.uk (engl.)